# Autréville-Saint-Lambert
Autréville-Saint-Lambert é uma comuna francesa na região administrativa de Grande Leste, no departamento de Meuse. Estende-se por uma área de 4,01 km². Em 2010 a comuna tinha 42 habitantes (densidade: 10,5 hab./km²).